# SDSS J0100+2802
SDSS J0100+2802 (SDSS J010013.02+280225.8) es un cuásar hiperluminoso situado cerca de la frontera de las constelaciones Piscis y Andrómeda. Tiene un corrimiento al rojo de 6,30, que corresponde a una distancia de 12,8 miles de millones de años luz de la Tierra habiéndose formado 900 millones de años después del Big Bang. Desprende una cantidad inmensa de potencia equivalente a  3 × 1041 vatios, lo que correspondería a una magnitud bolométrica absoluta de -31.7, que es  4.3 × 1014 veces la luminosidad del Sol, y 40.000 veces más luminosa que las 400.000 millones de estrellas de Vía Láctea combinadas. En cuestión de luminosidad es aproximadamente cuatro veces más luminoso que SDSS J1148+5251, y siete veces más luminoso que ULAS J1120+0641, el cuásar más distante conocido, aunque es sólo un cuarto menos luminoso que HS 1946+7658, el cuásar más luminoso conocido. Alberga un agujero negro que tiene una masa de 12 mil millones de masas solares. Esto lo convierte en uno de los agujeros negros más masivos descubiertos recientemente en el universo, El diámetro de este agujero negro es de unos 70.900 millones de kilómetros, siete veces el diámetro de la órbita de Plutón.